# Setabis buckleyi
Setabis buckleyi is een vlindersoort uit de familie van de prachtvlinders (Riodinidae), onderfamilie Riodininae.
Setabis buckleyi werd in 1898 beschreven door Henley Grose-Smith.